# Поріцьке (Поріцький район)
Порі́цьке (рос. Порецкое, чув. Пăрачкав) — село, центр Поріцького району Чувашії, Росія. Адміністративний центр та єдиний населений пункт Поріцького сільського поселення.

## Етимологія
Селище отримало назву від розташування першої вулиці — уздовж річки Сура, з старослов'янської «по реце».

## Географія
Село розташоване в долині Сури, за 150 км по автомобільній дорозі від Чебоксар.

## Населення
Населення — 5825 осіб (2010; 6482 у 2002).
Національний склад:
- росіяни — 80 %

## Господарство
У Поріцькому домінують одноповерхові будови, у центрі села зустрічаються дво- та триповерхові будівлі, зайняті громадсько-адміністративними установами.
Функціонує 2 церкви.